# I когорта астуров и галлеков
I когорта астуров и галлеков (лат. Cohors I Asturum et Gallaecorum) — вспомогательное подразделение армии Древнего Рима, относящееся к типу cohors quinquagenaria peditata.
Данное подразделение было сформировано в I веке из живших в Испании астуров и галлеков. Оно проходило обучение в лагере VI Победоносного легиона, или, возможно, X Парного легиона. После этого когорта была переброшена в провинцию Верхняя Германия. До 57 года она входила в состав гарнизона Мавретании. В 60 году подразделение было передислоцировано в Иллирию, где оно оставалось вплоть до 90 года. Затем когорта вернулась в Мавретанию, разделённую на две провинции — Цезарейскую и Тингитанскую. В последней она и разместилась в крепости Айн Шокур к северу от Волюбилиса. Следы подразделения теряются в конце III века.